# Nave madre
Per nave madre si intende un'imbarcazione che, fungendo da vettore, trasporta o traina uno o più natanti di dimensioni inferiori, i quali, una volta rilasciati, operano in modo indipendente da essa e a cui possono anche, ma non necessariamente, fare ritorno.

## Origine
Il termine «nave madre» risale al commercio e alla caccia delle balene del XIX secolo, quando le piccole e veloci cacciabalena venivano usate per inseguire e uccidere i cetacei, arpionandoli. La carne veniva poi riportata alla nave baleniera (più grande e più lenta) per la lavorazione e lo stoccaggio fino al ritorno a terra. Questo modello ha permesso una metodologia molto più efficace di caccia e sebbene oggi sia in scala assai ridotta rispetto al passato questo modello è ancora ampiamente utilizzato dai pescatori. Tale tipologia di imbarcazioni sono oggi note come navi officina.

## Utilizzo
La tecnica di utilizzo della nave madre è stata adoperata per anni nel Golfo di Napoli e lungo le coste pugliesi, anche da "paranze" di contrabbandieri di sigarette (tabacchi lavorati esteri). Il trasbordo delle "bionde" sul "natante figlio" avveniva spesso al di fuori delle acque territoriali, trasportandole, per il loro trasferimento verso terra, con dei veloci motoscafi detti "scafi blu" per via del colore che li contraddistingueva, o anche "Settebello" perché verso la fine degli anni '70 erano dotati di due motori da 350 CV l'uno (700 CV in tutto), capaci di raggiungere 40 nodi e farla in barba a qualunque "pappagallo" (motovedetta della Guardia di Finanza) in servizio all'epoca.
Per l'esplorazione degli abissi e la ricerca di relitti, Robert Ballard ha impiegato la N/O Knorr come nave madre per il ROV Argo, ritrovando tra gli altri il Titanic il 1º settembre 1985, e successivamente, nella seconda spedizione esploratrice del 1986, l'Atlantis II come nave madre per il batiscafo Alvin e il suo ROV Jason Junior.
La pirateria, in special modo quella somala, tra la fine del XX secolo e il secondo decennio del XXI secolo, ha fatto ampio ricorso di navi madri utilizzando anche mercantili già sequestrati dagli stessi pirati o adoperando navi da pesca catturate con lo scopo di portare in alto mare e lontano dalla costa i barchini d'assalto e sfuggire così alle aree pattugliate dalle flotte internazionali.
Spesso anche il traffico di esseri umani fa ricorso a navi madri condotte da uno o più scafisti. La nave madre è, in questo caso, un mercantile o peschereccio d'altura che cela il carico alle autorità preposte al servizio di sorveglianza marittima che si avvicina il più possibile alle coste senza destare sospetti, oppure traina imbarcazioni più piccole dette barconi.

## Nella cultura di massa

### Fantascienza
In fantascienza la nave madre è l'astronave più grande ed armata di una flotta spaziale che ospita al suo interno.
Il primato di astronave più lunga della fantascienza cinematografica va alla nave madre di Independence Day (24.000 metri).

### Ufologia
Gi ufologi parlano di "nave madre aliena" intendendo il mezzo spaziale di grandi dimensioni atto a fare da base (analogamente alla nave madre della marina) ad una figurativa "flotta spaziale" per una "visita" ad altri pianeti.